# Ижорская возвышенность
Ижо́рская возвы́шенность — возвышенность на западе Ленинградской области, составляет большую часть Ордовикского плато. Высота до 175,9 метров. Возвышенность сложена ордовикскими известняками.
Получила наименование по ижоре — финно-угорскому племени, издавна проживавшему на возвышенности.

## География
Поверхность плоская и наклонена к юго-востоку. Наиболее высокой является северная часть Ижорской возвышенности: здесь лежит Дудергофская возвышенность, с высшими точками — Ореховой горой (175,9 м) и Вороньей горой (146,5 м). Обе расположены вблизи поселка Можайского. На севере возвышенность круто обрывается, образуя уступ (глинт).
Рельеф холмисто-моренный, развит карст. Северный и западный склоны крутые (высота 50—80 м), являются частью Балтийско-Ладожского уступа (глинта). Преобладают смешанные широколиственно-еловые и южнотаёжные сосновые леса. Имеются озёра и болота.

### Дудергофские высоты
Дудергофская возвышенность является мореной напора, образовавшейся под напорным воздействием края наступавшего ледника, который принёс обломочный материал и смял в складки горизонтально лежавшие ордовикские известняки.
Дудергофская возвышенность двумя долинами от 100 до 150 м шириной и до 30 м глубиной разделена на три части. Состоит из Вороньей горы (146,5 м, фин. Variksenmäki) и Ореховой горы (175,9 м, фин.  Äijännmäki). Рядом с Вороньей горой расположена гора Кирхгоф (фин. Kirkonmäki), она отличается от неё значительно меньшими зарослями на склонах. На её вершине возле старого финского кладбища ранее находилась кирха Святой Троицы, а теперь на её месте поставлен подъёмник для лыжников.
Около Дудергофа, в понижении, представляющем древнюю ложбину, образованную приледниковыми потоками, лежит Дудергофское озеро (фин. Tuutarinjärvi). Озеро с берегов поросло тростником и другой болотной растительностью. Водоём питается восходящими источниками, располагающимися несколькими группами. Около деревни Виллози (фин. Villasi) находится группа, в которую входит около 40 источников. Выход источников здесь приурочен к трещинам известняков, по которым воды стекают с Ижорской возвышенности.

### Путиловское плато
Восточной частью Ижорской возвышенности является Путиловское плато с абсолютными высотами 50—90 м. В сторону Ладожского озера плато обрывается крутым уступом — продолжением глинта.
Слагающие Путиловское плато известняки, мергели и доломиты лежат ниже, чем на Ижорской возвышенности, а слой покрывающих их ледниковых отложений — толще. В условиях плоского рельефа это способствует заболачиванию. Плато прорезается глубокими долинами рек Волхова, Тосны, Сяси, которые, пересекая уступ, образуют пороги и водопады.

## Геология
Ижорская возвышенность сложена известняками, доломитами и мергелями ордовикского периода, местами выходящими на поверхность. Известняки трещиноваты, и атмосферные осадки просачиваются почти полностью вглубь, образуя подземные воды, питающие многочисленные источники на окраинах плато. Просачивающиеся вглубь воды растворяют известняки, в результате чего образуются карстовые формы рельефа, которые широко распространены на Ижорской возвышенности.
Известняки, слагающие Ижорскую возвышенность, очень плотные и разламываются на крупные плиты. Наиболее значительные месторождения известняков сосредоточены в районе глинта и в районе города Пикалёво (на востоке Ленинградской области).
Встречающиеся в литературе, изданной до 1970-х годов, наименования «силурийское плато», «силурийские известняки» следует считать устаревшими, так как по современной геохронологии эти породы относятся к ордовикскому периоду.

## Сельское хозяйство
Ижорская возвышенность — район практически сплошного освоения, подавляющее большинство населения здесь — сельское. Самый крупный населённый пункт — Пушкин, с населением около 90 тыс. чел.
Как сельскохозяйственный район Ижорская возвышенность осваивается с XIII—XIV вв. Благоприятность её для сельского хозяйства связана, во-первых, с рельефом и, во-вторых, с характером подстилающих пород. Как почти всякая возвышенность, она хорошо дренируется, а подстилающие породы здесь — известняки ордовикского возраста, на которых формируются плодородные (для Северо-Запада) почвы.

## История

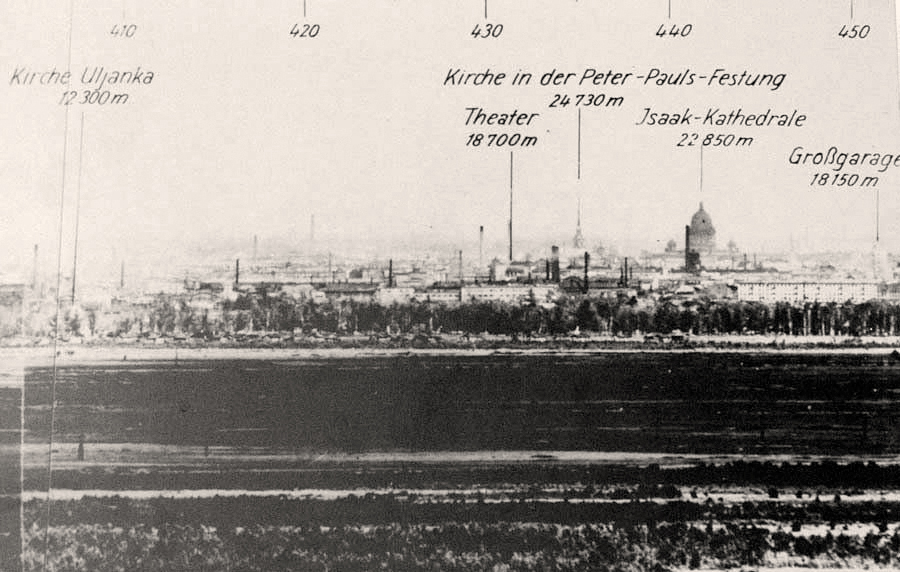
Вид с Вороньей горы на осаждённый Ленинград через немецкую оптику артиллеристов. 1943 год

Освоение Ижорской возвышенности славянскими переселенцами начинается в XI—XII веках, когда они вступили в контакт с местными прибалтийско-финскими племенами. С XII по XIV века плато оказалось одной из самых густонаселённых земель Новгородской земли, с хорошо налаженным земледельческим хозяйством. Средневековое население оставило огромное количество погребальных археологических памятников — курганов, которые со временем эволюционировали в жальники. С курганами связан и необычный для Руси данного времени обычай сидячих захоронений. Первым исследователем памятников Ижорского плато был Л. К. Ивановский, который в 1872—1892 годах вскрыл несколько тысяч погребений; также изучал древности этой земли Н. К. Рерих. В конце XX века раскопками на плато занимался Е. А. Рябинин.